# Кошелёвская улица
Кошелёвская улица — улица города Переславля, которая изменила своё направление в 1788 году. Идёт от Ростовской улицы к улице Свободы.

## Старая улица
История Кошелёвской улицы начинается в средние века, когда она была дорогой из Переславля в Юрьев-Польский. До 1788 года улица начиналась от Сергиевской церкви на берегу Трубежа и шла на северо-восток, расширяясь в своей середине до 20 метров и образуя площадь. Затем улица снова сужалась и шла к Полевой улице по изогнутой линии нынешнего Кривоколенного переулка.
В 1654 году вокруг Кошелёвки была Кошелёвская десятня. В феврале 1766 года улица выгорела. Именно на старой Кошелёвке была в 1781 году построена полотняная фабрика Темерина.

## Спасская церковь
На площади посередине Кошелёвки стояла деревянная Спасская церковь. Она известна с 1628 года, последний раз упоминается в окладных книгах в 1746 году.
В 1762 году церковь сгорела. К лету 1763 года постройка Спасской церкви подвинулась настолько, что в июле месяце этого года явилась возможность освятить придел новостроящегося храма, посвящённый в честь святого Николая Чудотворца. Через некоторое время после этого готов был и главный храм.
В ночь 14/15 декабря 1765 года церковь снова сгорела. Успели спасти лишь важнейшую церковную утварь. Переславская духовная консистория не позволила заново строить эту маленькую церковь.
Евангелие 1668 года, по которому служили в Спасской церкви, передано в фонды Переславского музея.

## Новая улица
В 1788 году планировка этого района изменилась. Старая улица исчезла, а её имя досталось новой. Теперь Кошелёвская улица начинается от Ростовской улицы у Симеоновской церкви, она прямая и ничуть не похожая на кошель.
В самом начале улицы — стоянка автомобилей такси. Дальше у Кривоколенного переулка стоит печально известный пивной бар. Ближе к улице Свободы низкую восточную часть Кошелёвки каждую весну затапливают талые воды.

## Достопримечательности
- Симеоновская церковь
- Корпус фабрики Темерина